# Kosen Ingen
Kosen Ingen (ur. 1295, zm. 1374; jap. 古先印元) – japoński mistrz zen szkoły rinzai.

## Życiorys
Kosen Ingen urodził się w prefekturze Kagoshima leżącej w południowej części wyspy Kiusiu.
W wieku 8 lat został przyjęty do klasztoru Engaku. W wieku 13 lat wziął udział w ceremonii tonsurowej (postrzyżyn).
Gdy miał 24 lata udał się do Chin w celu studiowania buddyzmu. Przebywał w tym kraju osiem lat. Został uczniem mistrza chan Zhongfenga Mingbena. Wokół tego mistrza, którego Kosen uważał za model doskonałego mistrza zen, uformował się krąg uczniów ze wszystkich klas społecznych, a dużą część tej grupy stanowili uczniowie japońscy. W 1326 roku Kosen powrócił do Japonii towarzysząc mistrzowi chan Qingzhuo Zhengchengowi (1274–1339), który przebywał przez jakiś czas w Kamakurze i Kioto.
Uczniowie Mingbena, którzy rozproszyli się po całej Japonii, utworzyli jedną z dwu głównych linii klasztorów rinka - genjū. Kosen Ingen utrzymywał dobre relacje z rodem Ashikagów i w 1358 roku Motouji Ashikaga wybudował dla niego klasztor Choju w Kamakurze. Kosen został jego opatem założycielem. Klasztor należy do linii klasztoru Kenchō

## Linia przekazu Dharmy zen
Pierwsza liczba oznacza liczbę pokoleń mistrzów od 1 Patriarchy indyjskiego Mahakaśjapy.
Druga liczba oznacza liczbę pokoleń od 28/1 Bodhidharmy, 28 Patriarchy Indii i 1 Patriarchy Chin.
Trzecia liczba oznacza początek nowej linii przekazu w danym kraju.
- 45/18. Yangqi Fanghui (992–1049) Szkoła yangqi
  - 46/19. Baiyun Shouduan (1025–1079)
    - 47/20. Wuzu Fayan (1024–1104)
      - 48/21. Yuanwu Keqin (1063–1135)
        - 49/22. Dahui Zonggao (1089–1163)
          - 50/23. Wuji Lepai
          - 50/23. Zishou Miaozong (1095–1170) mistrzyni chan
          - 50/23. Miaodao (bd) mistrzyni chan
          - 50/32. Kaixi Daoqian (bd)
          - 50/23. Zongyuan (bd)
          - 50/23. Zhuo’an Deguang (1121–1203) (także Fozhao)
            - 51/24. Wuji Liaopai (1149–1224)
            - 51/24/1. Dainichi Nōnin (zm. 1194) Japonia; szkoła Darumy
            - 51/24. Bojian Jujian (1164–1246)
              - 52/25. Wuchu Daguan (1201–1268)

            - 51/24. Jingshan Ruyan (zm. 1225)
              - 52/25. Huiyan Zhizhao (bd)

            - 51/24. Mi’an Xianjie (1107–1186)
              - 52/25. Songyuan Chongyue (1139–1209
                - 53/26. Yun’an Puyan (1156–1226)
                  - 54/27. Xutang Zhiyu (1189–1269)
                    - 55/28/1. Nampo Jōmyō (1235–1309) Japonia. Szkoła rinzai.

              - 52/25. Po’an Zuxian (1136–1211)
                - 53/26. Wuzhun Shifan (Yuanzhao) (1177–1249)
                  - 54/27. Wuxue Zuyuan (1226–1286) (także Foguang)
                    - 55/28/1. Kōhō Kennichi (1241–1316) Japonia.
                    - 55/28/1. Kian Soen (1261–1313) Japonia.
                    - 55/28/1. Muchaku (ur. 1243) Japonia. Mniszka
                    - 55/28/1. Hōjō Tokimune (1251–1284) Japonia.
                    - 55/28/1. Ichiō Inkō (1210–1281) Japonia
                    - 55/28. Wu’an Puning (1197–1276)
                      - 56/29/1. Hōjō Tokiyori (1227–1263) Japonia

                    - 55/28/1. Enni Ben’en (1201–1280) Japonia
                    - 55/28. Wanji Xingmi (bd)
                      - 56/29. Yishan Yining (1217–1317)
                        - 57/30/1. Kokan Shiren (1278–1346) Japonia
                        - 57/30/1. Sesson Yūbai (1290–1346) Japonia

                  - 54/27. Xueyan Huilang (bd)
                    - 55/28. Gaofeng Yuanmiao (1238–1295)
                      - 56/29. Pugui Wuwei (bd) mniszka
                      - 56/29. Zhongfeng Mingben (1263–1323) Japonia
                        - 57/30. Wenjian Guxin (zm. 1322) mniszka
                        - 57/30. Tianru Weize (1286–1354)
                        - 57/30/1. Kosen Ingen (1295–1374) Japonia, linia genjū
                          - 58/31/2. Gesshū Jukei (zm. 1333)

                        - 57/30/1. Sengan Genchō (1284–1357) Japonia, linia genjū
                          - 58/31/2. Daisetsu Sonō (1313–1377)

                        - 57/30/1. Muin Genkai (zm. 1358) Japonia, linia genjū
                        - 57/31/1. Onkei Soyū (1286–1344) Japonia, linia genjū

                    - 55/28. Qi’an Zongxin (bd)
                      - 56/29. Shiwu Qinggong (1272–1352)
                        - 57/30. T'aego Poŭ (1301–1382) Korea. Szkoła imje